# Belokan Productions
Belokan Productions est une société de production française de longs métrages d'animation fondée en 1997 par Léon Zuratas et Philippe Alessandri.
La société est placée en liquidation judiciaire simplifiée le 7 décembre 2011.

## Longs métrages d'animation
- 2003 Les Enfants de la pluie
- 2007 La Reine Soleil